# غواصة يو-7 (ألمانيا)
غواصة يو-7 كانj غواصة من طراز يو5، وتعتبر واحد من 329 غواصة خدمت في البحرية الإمبراطورية الألمانية في الحرب العالمية الأولى. كان يو -7 منخرطا في الحرب البحرية وشارك في معركة الأطلنطي الأولى.